# Julian Cole
Julian David Cole (* 2. April 1925 in Brooklyn; † 17. April 1999 in Albany, New York) war ein US-amerikanischer angewandter Mathematiker, bekannt für Beiträge zur Störungstheorie.

## Leben
Cole studierte Ingenieurwesen an der Cornell University und am Caltech, wo er bei Hans Liepmann und Paco Lagerstrom studierte. 1949 wurde er am Caltech bei Lagerstrom über transsonische Strömung promoviert. Er war damals am Guggenheim Aeronautical Laboratory (Galcit) des Caltech. Dort entwickelte er wichtige störungstheoretische Methoden der Hydrodynamik und Aerodynamik, die später weite Verbreitung fanden. Später war er wissenschaftlicher Verbindungsoffizier des Office of Naval Research in London, Wissenschaftler bei Boeing sowie Professor an der University of California, Los Angeles (UCLA) und am Rensselaer Polytechnic Institute.
Am Galcit untersuchte er in den 1940er Jahren zunächst den transsonische Strömungsbereich, was damals mit Beginn des Überschallflugs ein wichtiges Forschungsgebiet war. In seiner ersten veröffentlichten wissenschaftlichen Arbeit mit Liepmann 1948 sah er die Möglichkeit stoßwellenfreier transsonischer Flügelprofile voraus, in deren Entwicklung er später eine wichtige Rolle (Entwicklung von Endlichen Differenzenverfahren in diesem Bereich bei Boeing mit Earll Murman 1968/68, veröffentlicht 1971). Er zeigte mit Lagerstrom und Lionel Trilling, dass schwache Stoßwellen für bestimmte Lösungen der Navier-Stokes-Gleichung durch die Burgersgleichung beschrieben werden können und fand eine Lösung dieser Gleichung durch die Hopf-Cole-Transformation. Auch die Auffassung der Gleichungen der Grenzschichttheorie als asymptotische Entwicklung der Lösungen der Navier-Stokes-Gleichung für unendliche Reynoldszahl plus Reskalierung wurde damals von Cole und Lagerstrom entwickelt. Ende der 1950er Jahre entwickelte er mit Jerry Kevorkian Mehrskalenmethoden in der Störungstheorie.
Cole ist Autor mehrerer Standardwerke über störungstheoretische Methoden. Sein erstes Buch darüber (Perturbation methods in applied mathematics) entstand aus Vorlesungen in Harvard 1963/64.
1984 erhielt er den Theodore von Kármán Prize. Die Julian Cole Lecture der SIAM ist ihm zu Ehren benannt. Er war Fellow der National Academy of Engineering, der National Academy of Sciences (1976), der American Academy of Arts and Sciences (1975), der American Physical Society und des American Institute of Aeronautics and Astronautics (AIAA). Er erhielt den Award for Meritorious Civilian Service der U.S. Air Force, den Fluid Dynamics Award des AIAA und den National Academy of Sciences Award in Applied Mathematics and Numerical Analysis. Zu seinen 38 Doktoranden zählen George Bluman und Jerry Kevorkian.
Er war ein passionierter Jogger und Outdoor-Aktivist. Seine Frau Susan Cole war auch Mathematikprofessorin am Rensselaer Polytech.
Er ist nicht mit dem amerikanischen Mathematiker Julian C. Cole zu verwechseln, der für Beiträge zur Topos-Theorie bekannt ist.

## Schriften
- Perturbation methods in applied mathematics, Springer Verlag 1968, 1981, 1996
- mit J. Kevorkian Multiple scale and singular perturbation methods, Springer Verlag 1996
- mit George Bluman Similarity methods for Differential Equations, Springer Verlag 1974
- mit Pamela Cook Transonic Aerodynamics, Elsevier 1986